# Olympische Sommerspiele 2024/Teilnehmer (Osttimor)
| Gelbes Symbol für Goldmedaillen mit stilisierten Olympischen Ringen | Graues Symbol für Silbermedaillen mit stilisierten Olympischen Ringen | Braundes Symbol für Bronzemedaillen mit stilisierten Olympischen Ringen |
| ------------------------------------------------------------------- | --------------------------------------------------------------------- | ----------------------------------------------------------------------- |
| —                                                                   | —                                                                     | —                                                                       |

Osttimor nahm an den Olympischen Spielen 2024 vom 26. Juli bis zum 11. August 2024 in Paris teil. Es war die insgesamt sechste Teilnahme an Olympischen Sommerspielen. Der Schwimmer Jolanio Guterres und die Schwimmerin Imelda Felicita Ximenes Belo traten jeweils in 50 Meter Freistil an. Dritte Teilnehmerin war die Taekwondoin Ana Belo in der Gewichtsklasse bis 49 kg. Manuel Ataide war als Läufer angemeldet. Fahnenträger bei der Eröffnungsfeier waren Guterres und Ana Belo.

## Teilnehmer nach Sportarten

### Leichtathletik
Laufen und Gehen
| Athleten      | Wettbewerb | Vorlauf      | Vorlauf | Halbfinale    | Halbfinale    | Finale        | Finale        | Rang |
| Athleten      | Wettbewerb | Zeit         | Rang    | Zeit          | Rang          | Zeit          | Rang          | Rang |
| ------------- | ---------- | ------------ | ------- | ------------- | ------------- | ------------- | ------------- | ---- |
| Männer        |            |              |         |               |               |               |               |      |
| Manuel Ataide | 100 m      | 11,35 s (NR) | 39      | ausgeschieden | ausgeschieden | ausgeschieden | ausgeschieden | 39   |

### Schwimmen
Imelda Felicita Ximenes Belo nahm zum zweiten Mal nach 2020 teil.
| Athleten                     | Wettbewerb    | Vorlauf | Vorlauf | Halbfinale    | Halbfinale    | Finale        | Finale        | Rang |
| Athleten                     | Wettbewerb    | Zeit    | Rang    | Zeit          | Rang          | Zeit          | Rang          | Rang |
| ---------------------------- | ------------- | ------- | ------- | ------------- | ------------- | ------------- | ------------- | ---- |
| Frauen                       |               |         |         |               |               |               |               |      |
| Imelda Felicita Ximenes Belo | 50 m Freistil | 32,48 s | 71      | ausgeschieden | ausgeschieden | ausgeschieden | ausgeschieden | 71   |
| Männer                       |               |         |         |               |               |               |               |      |
| Jolanio Guterres             | 50 m Freistil | 30,04 s | 71      | ausgeschieden | ausgeschieden | ausgeschieden | ausgeschieden | 71   |

### Taekwondo
| Athleten | Wettbewerb       | Vorrunde      | Vorrunde | Achtelfinale  | Achtelfinale  | Viertelfinale | Viertelfinale | Hoffnungsrunde Halbfinale | Hoffnungsrunde Halbfinale | Halbfinale    | Halbfinale    | Hoffnungsrunde Finale | Hoffnungsrunde Finale | Finale        | Finale        | Rang |
| Athleten | Wettbewerb       | Gegner        | Ergebnis | Gegner        | Ergebnis      | Gegner        | Ergebnis      | Gegner                    | Ergebnis                  | Gegner        | Ergebnis      | Gegner                | Ergebnis              | Gegner        | Ergebnis      | Rang |
| -------- | ---------------- | ------------- | -------- | ------------- | ------------- | ------------- | ------------- | ------------------------- | ------------------------- | ------------- | ------------- | --------------------- | --------------------- | ------------- | ------------- | ---- |
| Frauen   |                  |               |          |               |               |               |               |                           |                           |               |               |                       |                       |               |               |      |
| Ana Belo | Klasse bis 49 kg | O. El-Bouchti | 0:2      | ausgeschieden | ausgeschieden | ausgeschieden | ausgeschieden | ausgeschieden             | ausgeschieden             | ausgeschieden | ausgeschieden | ausgeschieden         | ausgeschieden         | ausgeschieden | ausgeschieden | 17   |